# Swans
Swans es un septimino estadounidense de rock experimental formado en 1982 por el cantante, compositor y multinstrumentista Michael Gira, los bateristas Jonathan Kane, Mojo y Thurston Moore, los teclistas y bajistas Dan Braun y Jon Tessler y el guitarrista Sue Hanel. Uno de los pocos actos que emergen de la escena No wave de Nueva York y se mantiene activa hasta la próxima década. Swans ha empleado muchos músicos. Además de Gira, los únicos miembros relativamente constantes fueron la tecladista, vocalista y también autora de varias de las canciones Jarboe (desde 1984 hasta la disolución inicial de la banda) y el guitarrista Norman Westberg. La banda es notoria por sus experimentos en vocalización e instrumentación que creó un sonido único, que ha contribuido al desarrollo de géneros como el neofolk, el noise rock, el rock industrial o el post-rock. Inicialmente, su música era conocida por su brutalidad sónica y letras misantrópicas. 
Swans estuvieron en activo entre 1982 y 1997, y recientemente desde el 2010. La formación para esta nueva época cuenta de nuevo con la colaboración de Norman Westberg, mientras que Jarboe, por el contrario, no participa en esta nueva encarnación de la banda. A pesar de no gozar de tanta popularidad, gran parte de los álbumes de Swans han sido aclamados por la crítica y han fundado una cantidad considerable de seguidores.

## Integrantes

### Formación actual
- Michael Gira – vocales, guitarra eléctrica, guitarra acústica, bajo eléctrico, loops y teclado electrónico (1982–1997, 2010–presente)
- Norman Westberg – guitarra eléctrica y coros (1983–1990, 1993–1995, 2010–2017, 2019, 2024–presente)
- Kristof Hahn – guitarra eléctrica, lap steel y coros (1988–1992, 2010–2017, 2019–presente)
- Larry Mullins – batería, mellotron, instrumento de percusión, vibráfono y coros (1995–1996, 2019–presente)
- Phil Puleo – batería, instrumento de percusión, dulcémele martillado y coros (1997, 2010–2017, 2019–presente)
- Christopher Pravdica – bajo eléctrico, coros y taishōgoto (2010–2017, 2019–presente)
- Dana Schechter – bajo eléctrico, lap steel y teclado electrónico (2019–presente)

### Exintegrantes
- Dan Braun - bajo (1982)
- Bill Bronson - bajo (1995 - 1997)
- Harry Crosby - bajo (1983 - 1984)
- Daniel Galli-Duani - saxofón (1982)
- Joe Goldring - bajo (1995 - 1997)
- Ronaldo Gonzalez - batería (1986 - 1987)
- Sue Hanel - guitarra (1982)
- Thor Harris - batería, percusión, vibráfono, dulcémele, teclados (2010 - 2016)
- Jarboe - vocal, vocal de apoyo, piano (1984 - 1997, 2012)
- Jonathan Kane - batería (1982 - 1983)
- Algis Kizys - bajo (1986 - 1995)
- Sami Kumpulainen - bajo (1988)
- Mojo - percusión, cintas magnéticas (1982)
- Thurston Moore - bajo (1982)
- Virgil Moorefield - batería (1989)
- Roli Mosimann - batería (1983 - 1984)
- Ivan Nahem - batería (1982, 1986)
- Ted Parsons - batería (1985 - 1987)
- Bob Pezzola - batería (1982 - 1983)
- Bill Rieflin - batería, multinstrumentista (1995 - 1996, como miembro de sesion 2010 - 2014)
- Vinnie Signorelli - batería  (1991 - 1992)
- Clint Steele - guitarra (1990 - 1997)
- Jon Tessler - bajo, percusión, cintas magnéticas (1982)
- Jenny Wade - bajo (1991)
- Ben Frost - guitarra y sintetizador (2011 - 2023)

## Discografía

### Álbumes de estudio
- 1983: "Filth"
- 1984: "Cop"
- 1986: "Greed"
- 1986: "Holy Money"
- 1987: "Children of God"
- 1989: "The Burning World"
- 1991: "White Light from The Mouth Of Infinity"
- 1992: "Love of Life"
- 1995: "The Great Annihilator"
- 1996: "Soundtracks for the Blind"
- 2010: "My Father Will Guide Me up a Rope to the Sky"
- 2012: "The Seer"
- 2014: "To Be Kind"
- 2016: "The Glowing Man"
- 2019: "Leaving Meaning"
- 2023: "The Beggar"
- 2025: "Birthing"

### EP
- 1982: "Swans"
- 1984: "Young God"
- 1986: "Time Is Money (Bastard)"
- 1986: "A Screw"
- 1988: "Love Will Tear Us Appart" (Hay dos versiones del EP, donde la diferencia es quien canta Love Will Tear Us Apart, la de arte negro es cantada por Jarboe y en la otra, de arte rojo, es cantada por Michael Gira)
- 1992: "Love of Life/Amnesia"
- 2014: "Oxygen"

### Álbumes en vivo
- 1986: "Public Castration Is A Good Idea"
- 1989: "Feel Good Now"
- 1990: "Anonymous Bodies in an Empty Room"
- 1991: "Body To Body, Job To Job"
- 1992: "Real Love"
- 1992: "Omniscience"
- 1996: "Kill the Child"
- 1997: "I Am the Sun/My Buried Child"
- 1998: "Swans Are Dead"
- 2011: "Live at Primavera Sound May 28th, 2011"
- 2012: We Rose From Your Bed With the Sun in Our Head
- 2013: Not Here, Not Now
- 2015: The Gate
- 2017: Deliquescence
- 2024: Live Rope

### Compilaciones
- 1996: "Die Tür Ist Zu"
- 1999: "Various Failures"
- 2003: "Forever Burned"
- 2004: "Mystery Of Faith - Unreleased Pieces : Swans + World Of Skin"